# 木原龍一

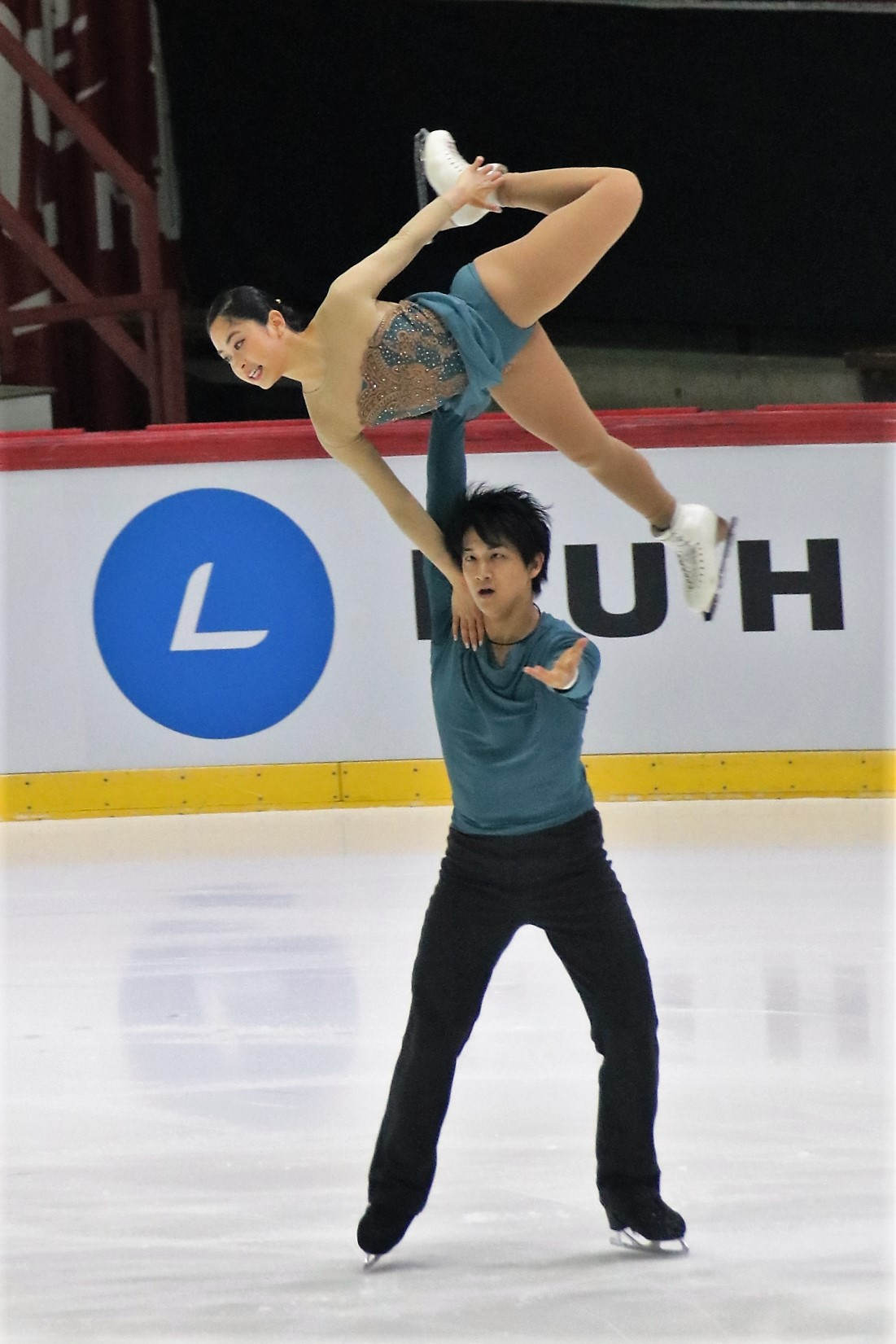
木原龙一与須崎海羽，2018年

木原龍一（日语：／ Kihara Ryūichi，1992年8月22日—），日本花式溜冰運動員，他與三浦璃來搭檔獲得2022年世錦賽銀牌，代表日本隊參加了中國舉行的2022年冬季奧林匹克運動會，並且在團體比賽上獲得銀牌。